# Frazé
Frazé é uma comuna francesa na região administrativa do Centro, no departamento Eure-et-Loir. Estende-se por uma área de 27,17 km². Em 2010 a comuna tinha 509 habitantes (densidade: 18,7 hab./km²).